# 柯林·弗萊明
柯林·弗萊明（Colin Fleming，1984年8月13日—）是一位英國男子職業網球運動員。曾参加2012年和2016年夏季奥林匹克运动会。
截至目前為止，弗萊明奪得5座ATP雙打冠軍。

## 外部連結
- 官方网站
- 柯林·弗萊明（英文/西班牙文）的官方資料
- 柯林·弗萊明的國際網球總會 職業／青少年 官方資料（英文）
- 柯林·弗萊明的官方資料（英文）